# 白宫战情室
白宫战情室（英語：White House Situation Room）是一间位于美國白宫西厢办公室地下室，总面积约为5,000平方英尺（460平方）的会议室和情报管理中心。其主要用途是由包括美国总统、副总统、白宫办公厅主任、国务卿、国防部长、参谋长联席会议主席、中央情报局局长、国家安全顾问等在内的国家安全委员会对国内外突发且事关美国国家安全方面的事项进行快速蹉商和反应的工作场所。这里拥有完备充足的高级安全通讯设施，可以让美国总统随时对分布在世界各地的美国军队进行调控。

## 起源及工作人员

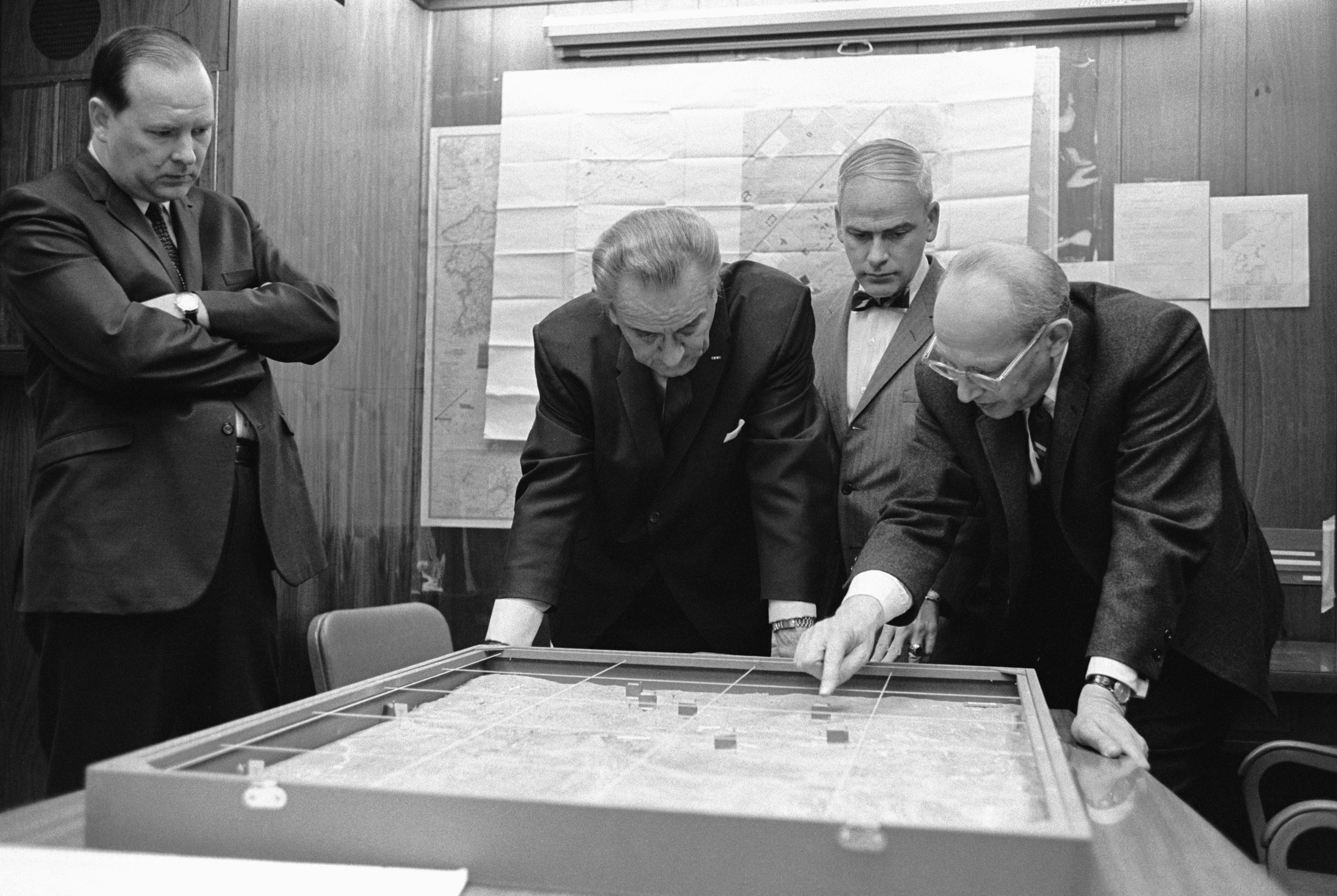
1968年2月15日，国家安全顾问沃尔特·怀特曼·罗斯托在战情室向总统林登·B·约翰逊展示一个溪生地区的模型

战情室是由前总统约翰·F·肯尼迪在猪湾入侵因实时情报通讯不畅而失败后下令于1961年建立的，其中拥有完备的安全通讯系统，并且墙壁中还嵌有多套音频、视频及其它系统。
战情室的日常工作人员主要分5个监控小组分别监控国内和国际不同区域的实时事件。每一个小组包括3位军官，一位通讯助理和一位情报分析员；不过根据其实际工作的需要，具体的人数及组成可能会有所不同。所有小组共计约有30名来自情报体系和军队的资深人员，其中大部分是由其所属部门精心挑选，并且要在政治上保持高度中立。所有小组每天都要保持24小时动作，对全世界的动态进行不间断监视，并将其中的重大事件随时知会白宫高级官员。

## 功能

1986年，美国总统罗纳德·里根在听取有关利比亚所发生事件的简报

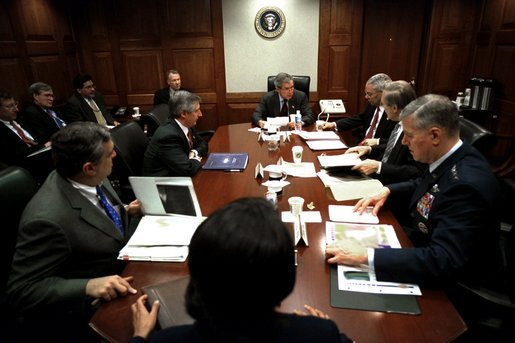
2003年3月21日，美国总统乔治·W·布什与战争委员会成员在战情室举行会议

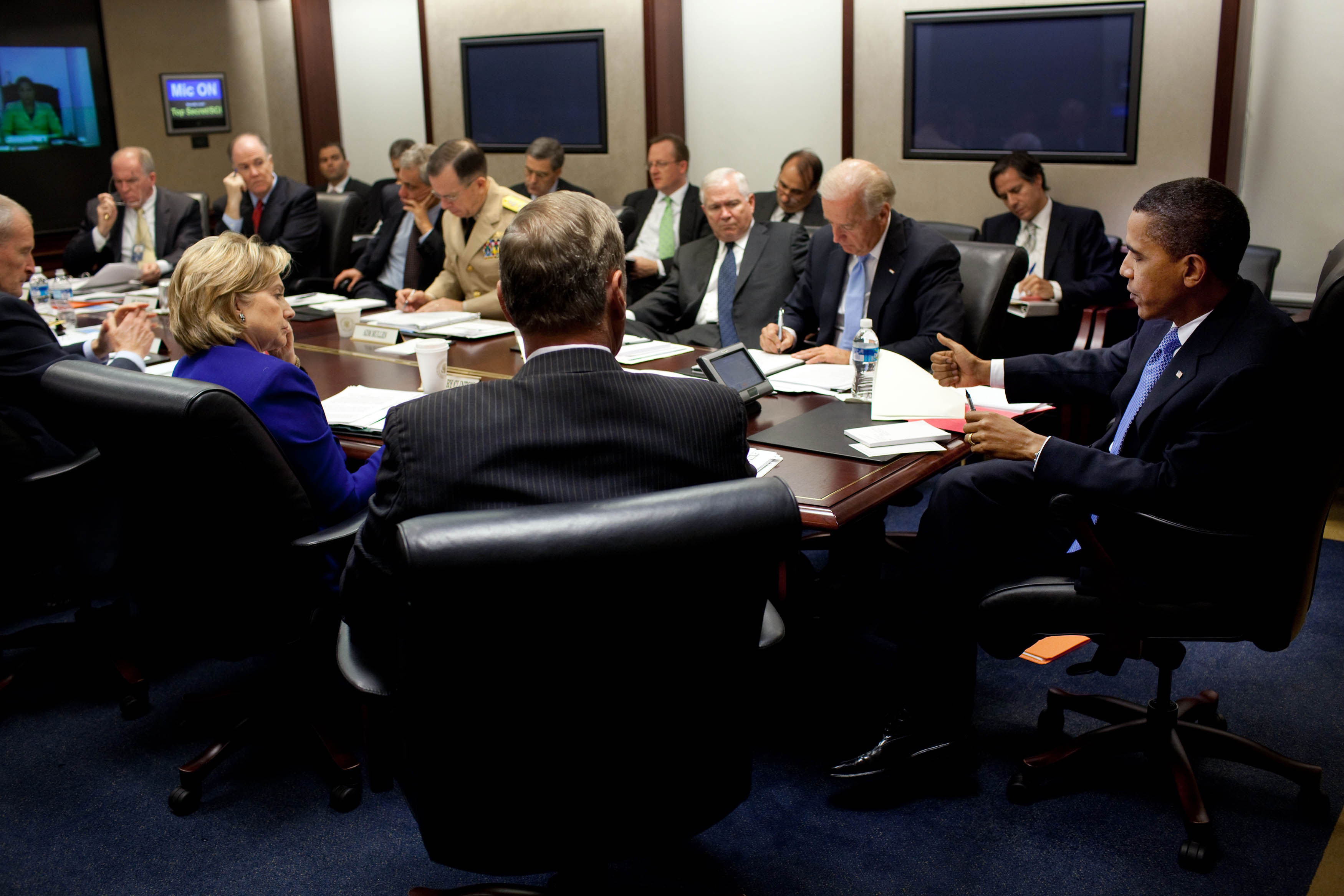
2009年9月30日，美国总统巴拉克·奥巴马主持一个有关阿富汗的战略会议

战情室的主要功能是为包括总统在内的国家安全委员会成员提供情报和危机管理方面支持，为此，其工作模式是一周7天24小时不间断的。总统工作期间的大部分通讯，尤其是机密信息的通讯，都会通过这一必不可少的环节在总统与首都的各国家安全相关部门间进行传达。
每天早上，各监控小组将准备好需呈交总统、副总统及大部分白宫高级幕僚的早报，其中包含一份国家情报系统的报告，国务院的早间报告和外交事务及情报。一般情况下，这位早报会放在国家安全顾问的车上。早上的例行事务还包括向总统进行报告，这一报告由国家情报总监准备并面交总统，而且会由一位情报体系官员向总统和其他国家安全委员会成员进行汇报。如果有较为重大的事件发生，则各小组会在每天早上和晚间各给出一份报告，这些报告将通过电子通讯手段传送给国家安全委员会成员。
战情室职员还需要将突发通报国家安全委员会和白宫高级幕僚，而通知总统则属于国家安全顾问的职责。稍候各小组还需准备好一份“战情室记录”，其中包括来自其它部门有关各紧急事项精确至分钟的实时信息，并且可能还包括有照片、图表和地图辅助说明。另外，战情室职员还有责任确保总统和国家安全顾问不仅清楚事件当前的实际情况，还要清楚这一情况目前媒体又是如何表述的。
另外一项战情室的典型工作就是安排总统与其他国家领导人包括有敏感信息的通讯交流，这其中包括在需要时提供翻译，协调每通电话的时间，并确保通讯既保有录音记录，又不会被窃听。在这方面工作上，战情室还需要与白宫通讯局密切合作。

## 2006–2007年翻修

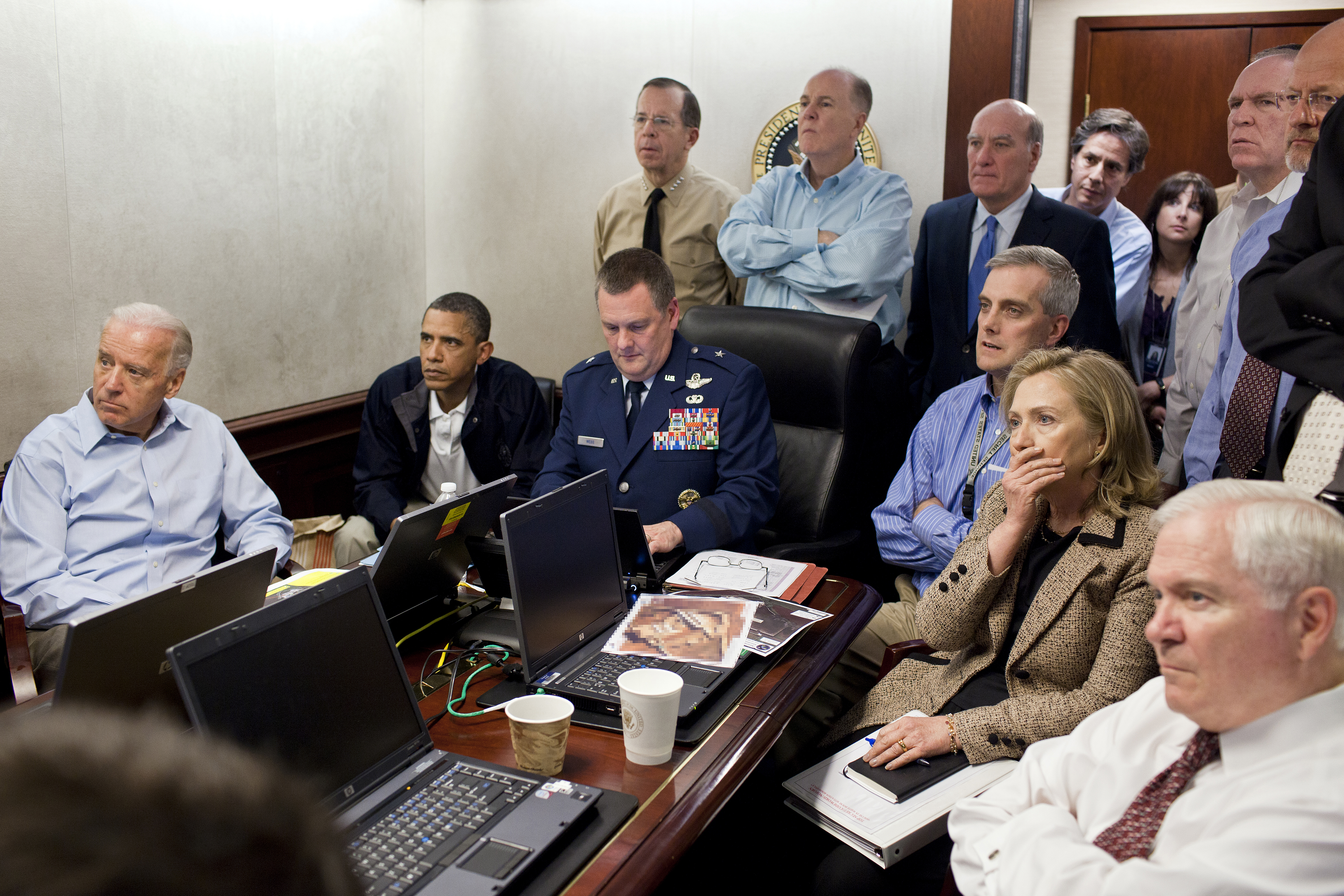
2011年5月1日，美国总统巴拉克·奥巴马与副总统乔·拜登、國務卿希拉蕊·柯林頓及国家安全小组的所有成员在战情室的一个会议室中觀看擊斃奥萨马·本·拉登的海神之矛行动最新戰況

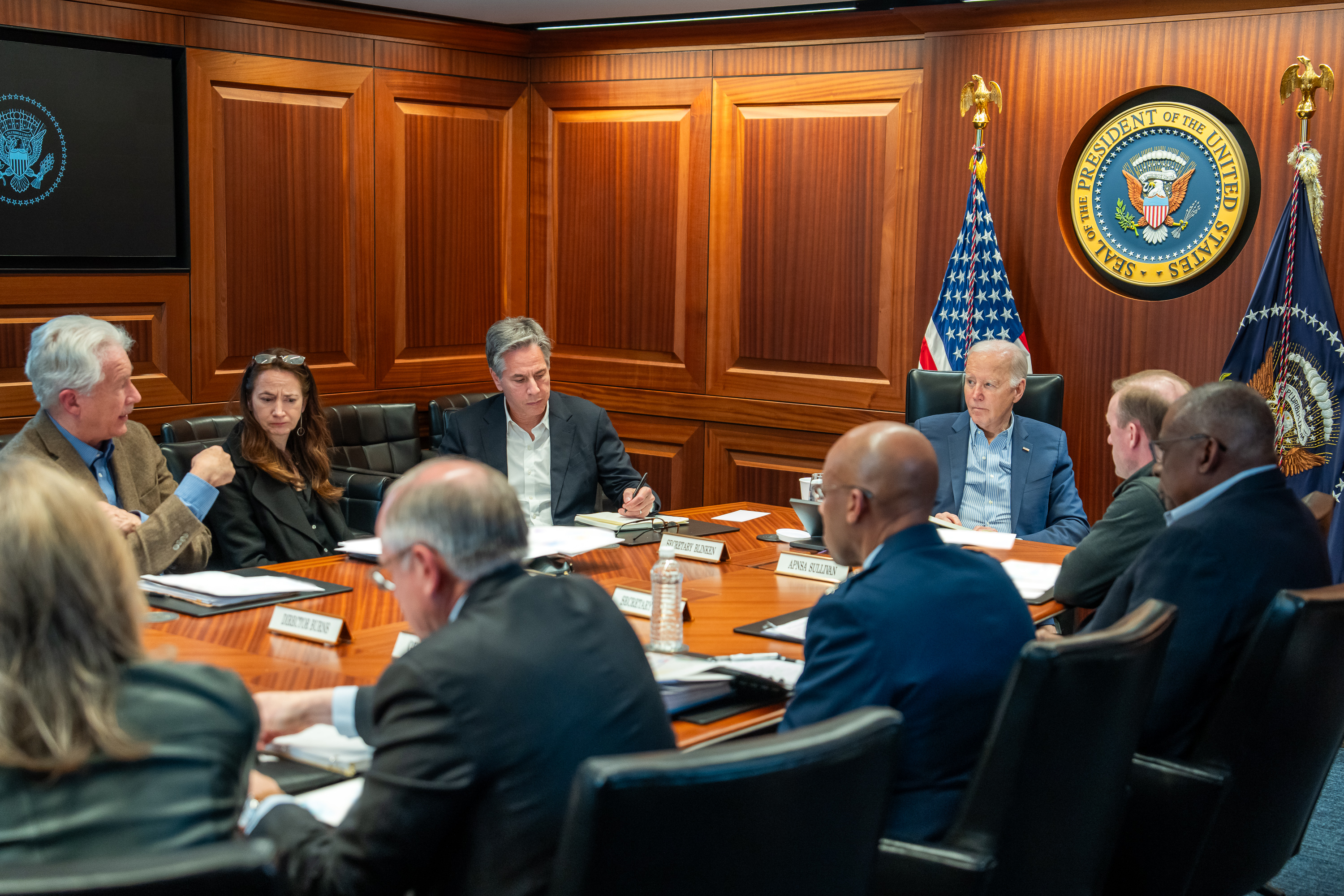
2024年4月13日，美国总统乔·拜登聽取美國國家安全委員會就伊朗襲擊以色列的匯報

战情室于2006至2007年进行了其建成后的首次全面整修，在这之前，这里是通过阴极射线管显示器，并使用传真机对外进行联络，而且配备的电话应用的还是1985年时的技术水平，另外，这里还有间没有配备水槽的小厨房。甚至连加密的音訊/視訊设备也并不可靠，常常出现故障，“导致总统大发脾气”。亨利·基辛格一度描述战情室“既不舒适，也不美观并且基本上会让人感到压抑”，《纽约时报》则评价整修前的战情室为“某种落后技术组建的地牢”。
对战情室进行全面整修的计划早在911事件前就已经提出，并且该事件也让这一计划变得更为急迫。整修于2006年8月开始，战情室从地板开始全面重建，重建工作持续了约4个半月后中止，这其中最主要的原因是白宫新闻办公厅主任乔舒亚·博尔滕的办公室正好在战情室上方。《纽约时报》在一篇报导中表示“白宫幕僚坐在他的办公室中，听到的是震耳欲聋的巨大嗓声并且可以看到水杯中的水随着地板一起震动。”
这次整修也让战情室在功能不再局限于国家安全委员会，而是也可以由美国本土安全委员会协同使用。
整修过程去掉了部分桃花心木以降低噪音，去除了数十年前安装的同轴电缆，以及早上富兰克林·D·罗斯福担任总统时期所建的窗户，还在原有两个加密視訊室的基础上增加了额外三个，并增加了与空军一号的加密通讯功能。整修工作还为将来的技术升级做了准备，据白宫办公厅副主任乔·哈金说，“不需要在雕刻的仿古红木墙上钻一个洞来改善它了。”
战情室的天安板上还新设了传感器来预防未许可的对外通讯或窃听。在这之前，美国特勤局会暂时没收所有进入战情室人员的手机以防万一。
新战情室中共有6台平板显示器，可进行加密的視訊会议，整个整修工作在2007年5月中旬完成。2007年5月17日，总统乔治·W·布什与英国首相托尼·布莱尔在新整修完成的战情室内与各自国家远在伊拉克的军人举行了視訊会议。第二天，布什亲自为正式恢复运行的战情室剪彩。

## 2022–2023年整修
2022至2023年，战情室迎来了第二次整修，耗资5000万美元。整修后的木墙壁安装了全新的显示器，并配有网速更快的服务器、升级音频设备及全新的电脑设备，原有座椅更换为真皮。墙壁、天花板和地板改用模块化设计，方便内嵌的设备发挥功用，同时让日后的整修工程变得简化。

## 扩展阅读
- Bohn, Michael. . Potomac Books. 2004.